# Пипиниды
Пипини́ды (фр. Pépinides, Pippinides, от «Пипин») — франкская династия.
Её основателем считается Арнульф Мецский (ум. 641) — епископ Меца.
Анзегизель Австразийский (ум. между 657 и 679) — сын Арнульфа Мецского — был женат на Бегге Анденской — дочери Пипина I из рода Пипинидов. Таким образом, Пипин II (Геристальский, Молодой, Средний, Толстый), сын Анзегизеля, был внуком Пипина I и потомком двух родов — Арнульфингов и Пипинидов.
У Пипина II была возлюбленная — Альпаида, от которой родились двое внебрачных сыновей:
- Карл Мартелл (ок. 688—741) — будущий майордом франкский, майордом Австразийский (719), майордом нестрийский (719), майордом бургундский (719)
- Хильдебранд I (ум. 743) — герцог, граф в Бургундии.

Пипин II имел и жену — Плектруду, — родившую ему двух сыновей:
- Дрого Шампанского (ум. 708) — герцога Шампани
- Гримоальда II Нейстрийского (ум. 714) — будущего майордома Бургундии, майордома Нейстрии (700 год).

Плектруда была мачехой Карла Мартелла и Хильдебранда Франкского. Плектруда не любила Карла, так как считала, что тот может захватить престол у её внуков, один из которых, Теодоальд (Теудальд), был ею особенно любим. Плектруда приказала своим войскам в 714 году заточить Карла в тюрьму, откуда он через год сбежал. Позже Карл Мартелл разбил её войска и занял Кёльн.
Карл предпринял множество удачных походов против других германцев, победил армию Арабского халифата в битве при Пуатье (732), получил от папы римского Григория III сан римского патриция (охранителя Рима).
В 737 году умер законный король франков Теодорих IV (Теодорик, Теодорих, Тьерри) из рода Меровингов, который был возведён на престол в 721 году в семилетнем возрасте. Теодорих принадлежал, как и многие другие франкские короли этого времени, к числу «ленивых королей». Тогда уже давно наметилась тенденция, что энергичные майордомы-Пипиниды правили от имени королей. Не был исключением и Карл Мартелл. А после смерти короля папа Григорий III и вовсе предложил Карлу стать королём. Карл отказался, однако стал править самостоятельно, не избирая нового короля, и был единовластным правителем франкской державы четыре года, до конца жизни, титулуясь «герцогом и князем франков». Григорий III обращался к нему в письмах как к «вице-королю» или «почти королю».
Умер Карл Мартелл 21 октября 741 года. Похоронен в аббатстве Сен-Дени.
Сыновья Карла Мартелла — майордомы Карломан и Пипин Короткий (Пипин III) — провозгласили в 743 году королём Хильдерика III. Хильдерик III не принимал участия в государственных делах. Тем временем в 747 году Карломан совершает паломничество в Рим к папе Захарию, а затем уходит в монастырь и Пипин III становится единоличным майордомом.
В 751 году с согласия папы Захария  Хильдерик был низложён и вместе со своим сыном Теодорихом пострижен в монахи. Они были помещены в монастырь Сен-Бертен (по другим данным — Хильдерик — в Сент-Омер, а Теодорих — в Сен-Вандемиль). В 755 году Хильдерик умер, будучи названным «фальшивым королём». С 737 года у Хильдерика была жена Гизела. Таким образом, Хильдерик III был последним королём рода Меровингов.
С 751 года до своей смерти в 768 году королём франков был Пипин Короткий.
Начиная с его сына — Карла Великого род стали называть Каролингами (от «Карл»). До 987 года Франкское королевство (Империю Карла Великого, Францию) возглавляла эта династия.